# クリスマス (アルバム)
『クリスマス』（CHRISTMAS）は、1976年11月10日に発売された、小室等・吉田拓郎・井上陽水・泉谷しげるのスプリットアルバム。

## 解説
フォーライフ・レコード創立1周年記念特別アルバム。フォーライフの設立メンバーであった4人が設立1周年を記念して企画されたアルバム。クリスマスにちなんだ曲を含むカヴァーとオリジナル曲から成るアルバム。このアルバムでしか聴けない曲もある。
発売当初は30万枚限定盤として発売されたのだが、その後数量限定を解除して数回再発売されている。
2001年に再発された際には、ジャケットが演奏している4人の写真に改められ、アーティスト名も陽水・拓郎・小室・泉谷の順になっていた。「夏願望」は翌年に発売した同名のコンパクト盤に収録されていた。「夏願望」はカラオケで歌える。

## 収録曲
アナログ盤では、7曲目までがSIDE:1、8曲目からがSIDE:2である。
1. 赤鼻のトナカイ（3'08） / 泉谷しげる
作詞・作曲:JOHNY MARKS、訳:新田宣夫
2. お正月（0'45） / 吉田拓郎
作詞:東くめ、作曲:瀧廉太郎
3. 夏願望（3'50） / 井上陽水
作詞・作曲:井上陽水
4. O HOLY NIGHT（3'08） / 小室等
作詞・作曲:A.ADAM 讃美歌2編第219番
5. 街を片手に散歩する（2'15） / 吉田拓郎
作詞・作曲:泉谷しげる
6. クリスマス・ソング（3'59） / 小室等
作詞:田槇道子、作曲:小室等
7. 冬を走る君（1'25） / 泉谷しげる
作詞・作曲:泉谷しげる
8. WHITE CHRISTMAS（1'55） / 井上陽水
作詞・作曲:IRVING BERLIN
9. GREENSLEEVES（3'25） / 小室等
作者不詳
10. BLOWIN' IN THE WIND（2'57） / 吉田拓郎
作詞・作曲:BOB DYLAN
11. PA! PA! PA!（2'35）〜きよしこの夜（0'38） / 泉谷しげる
作詞・作曲:泉谷しげる（PA! PA! PA!）
作詞:由木康、作曲:F.GRUBER 讃美歌109番（きよしこの夜）
12. 諸人こぞりて（4'09） / 吉田拓郎
作曲:G.F.HANDEL 讃美歌112番
13. メリー・クリスマス（3'41） / 井上陽水
作詞・作曲:井上陽水
14. 今日のわざ（1'22） / 小室等・吉田拓郎・井上陽水・泉谷しげる
作詞・作曲:富岡正男

## 発売履歴
| 発売日         | 規格   | 規格品番   | 備考 |
| -------------- | ------ | ---------- | --- |
| 1976年11月10日 | LP     | FLL-5003   | |
| 1980年         | LP     | FLL-5003   | |
| 1986年11月21日 | CD     | 35KD-64    | |
| 1989年11月21日 | CD     | FLCF-31012 | |
| 1992年11月20日 | CD     | FLCF-29173 | |
| 2000年11月22日 | CD     | FLCF-3822  | 紙ジャケット仕様。                                                                                           |
| 2001年11月21日 | CD     | FLCF-3903  | オリジナル版とジャケットが異なる。                                                                           |
| 2009年11月25日 | SHM-CD | FLCF-5020  | デジタルリマスター版、雑誌「フォーライフ」76年秋号でのレコーディング・レビューをブックレットにリメイク掲載。 |